# Brachypelma epicureanum
Brachypelma epicureanum är en spindelart som först beskrevs av Chamberlin 1925.  Brachypelma epicureanum ingår i släktet Brachypelma och familjen fågelspindlar. Inga underarter finns listade.